# Дженерал-Бертело
Дженерал-Бертело (рум. General Berthelot) — село у повіті Хунедоара в Румунії. Адміністративний центр комуни Дженерал-Бертело.
Село розташоване на відстані 284 км на північний захід від Бухареста, 29 км на південь від Деви, 140 км на південний захід від Клуж-Напоки, 129 км на схід від Тімішоари.

## Населення
За даними перепису населення 2002 року у селі проживали 256 осіб. Усі жителі села рідною мовою назвали румунську.
Національний склад населення села:
| Національність | Кількість осіб | Відсоток |
| -------------- | -------------- | -------- |
| румуни         | 234            | 91,4%    |
| цигани         | 18             | 7,0%     |